# Rietsuiker

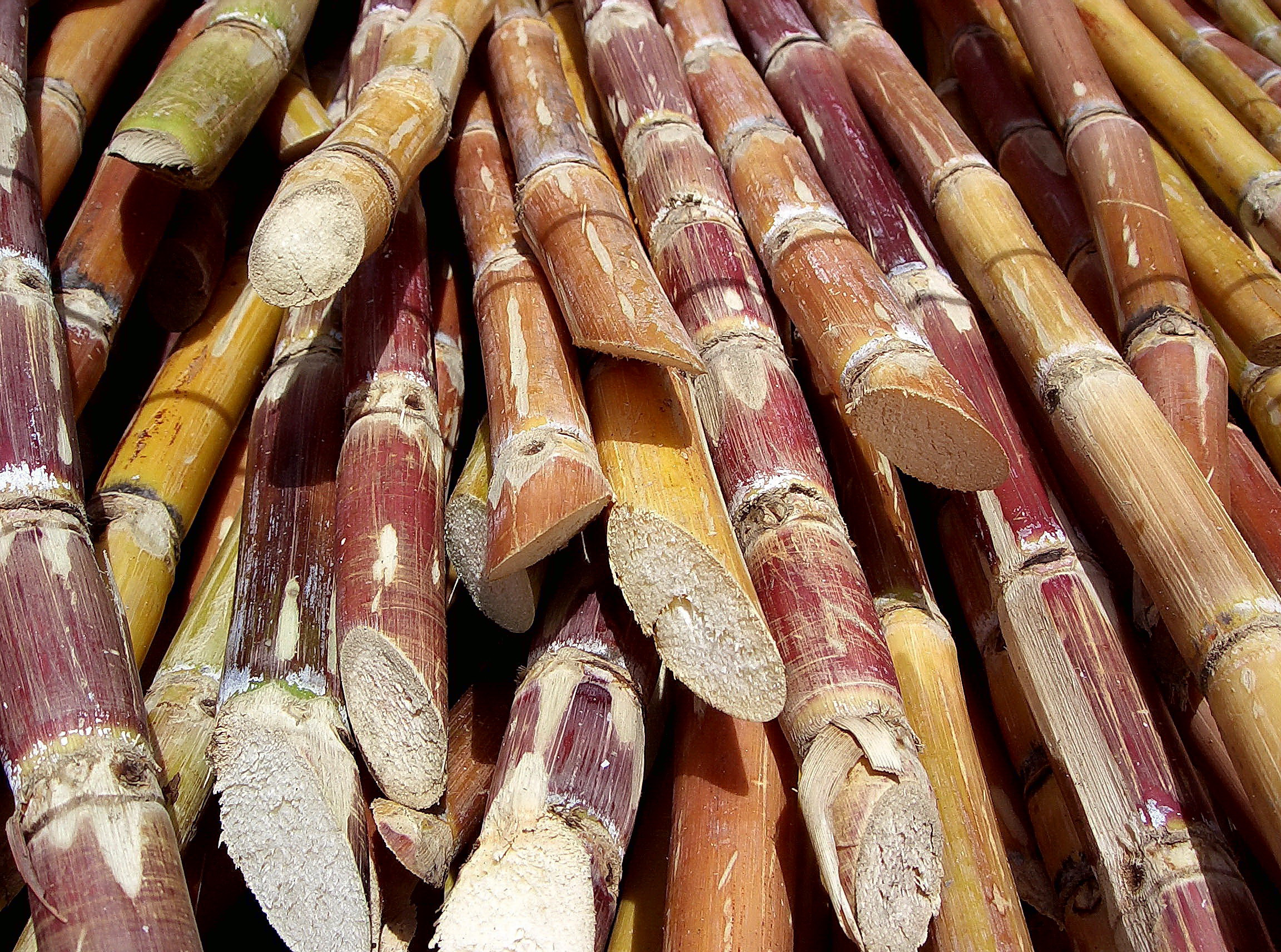
Gesneden suikerrietstengels

Rietsuiker is suiker gemaakt uit suikerriet. In chemisch opzicht is (geraffineerde) rietsuiker dezelfde stof als de 'gewone' bietsuiker.
Het sap van het suikerriet wordt ingekookt, gekristalliseerd, vermalen tot oersuiker en gezeefd, in een proces vergelijkbaar met het productieproces voor bietsuiker, maar dan met meer stappen.
Behalve de gewone witte rietsuiker, is er ook licht-bruine (cassonade) en donkerbruine rietsuiker, afhankelijk van de hoeveelheid toegevoegde melasse. Ook is er minder geraffineerde rietsuiker in de handel, maar de gewone bruine rietsuiker in Nederland is witte kristallijne suiker, waaraan melasse is toegevoegd voor de bruine kleur. Rietsuiker wordt ook gebruikt als grondstof voor de fabricage van biobrandstof.

## Geschiedenis
De oorsprong van suikerriet ligt in Polynesië. Het wordt sinds de 5e eeuw in India in de landbouw gebruikt. De kruisvaarders brachten suiker naar Europa. Het belangrijkste handelscentrum was Venetië. In die tijd werd suiker als een luxeartikel beschouwd; het grootste deel van de bevolking zoette hun maaltijden niet of deed dit met honing of tot siroop ingekookt vruchtensap.
Op Sicilië en Zuid-Spanje werd suikerriet voor het eerst verbouwd door de Arabieren. In de middeleeuwen werd rietsuiker tot de zeldzame en dure specerijen gerekend. Het gold als statussymbool voor de elite. Rietsuiker werd vanaf de 16e eeuw in Europese koloniën in de Caraïben en Zuid-Amerika geproduceerd op suikerrietplantages, met behulp van slavenarbeid. Ook in koloniën in Azië werd rietsuiker geproduceerd. De ruwe suiker werd in de vorm van suikerbroden naar West-Europa vervoerd en daar in suikerbakkerijen en later suikerraffinaderijen gezuiverd.
In de loop van de 16e eeuw ontstonden in de Republiek de eerste suikerbakkerijen welke de ruwe suiker zuiverden en de geraffineerde suiker opnieuw in de vorm van suikerbroden onder de naam raffinade verkochten. Ruwe rietsuiker werd aangevoerd vanuit West-Indië en later ook Oost-Indië. De aanvoer was seizoensgebonden zodat aanzienlijke voorraden dienden te worden aangelegd. De Republiek was, met Amsterdam als belangrijk centrum, toonaangevend voor Europa. Pas vanaf omstreeks 1750 kwam er aanzienlijke buitenlandse concurrentie, maar ook de afzetmarkt groeide en de bedrijvigheid in de Republiek bleef in stand .
Gedurende het Napoleontische tijdvak (tot 1813) kwam de aanvoer van de overzeese ruwe suiker tot stilstand, ten gevolge van het Continentaal Stelsel. Er werden weliswaar pogingen ondernomen om over te stappen op bietsuiker, maar na 1813 kwam hieraan een voorlopig einde. De aanvoer van ruwe rietsuiker kwam echter slechts langzaam op gang. De Nederlandsche Handel-Maatschappij liet vanaf 1825 de ruwe suiker in Antwerpen lossen maar, na de Belgische onafhankelijkheid in 1830, verplaatste de aanvoer zich weer naar Amsterdam. Ook kwam in 1827 het Algemeen Rijksentrepot in gebruik, waar de ruwe suiker werd opgeslagen zonder dat er accijns voor moest worden betaald. De suikerrafinadeurs konden nu beschikken over een meer geleidelijke aanvoer van het ruwe product en hoefden zelf geen grote voorraden aan te leggen. In 1831 bestonden er nog 60 suikerraffinaderijen in Nederland die toen 16.000 ton suiker verwerkten, een jaarlijkse hoeveelheid die geleidelijk toenam tot meer dan 40.000 ton in 1845.
In de tweede helft van de 19e eeuw was er een grote uitbreiding van zowel de riet- als de bietsuikerindustrie. De afschaffing van de slavernij had wel invloed op de rietsuikerbouw maar deze doorstond de concurrentie met de bietsuiker. In Suriname werden na het afschaffen van de slavernij Javaanse contractarbeiders geworven en werd een centrale suikerfabriek gesticht op de plantage Mariënburg. Java ontwikkelde zich in die periode tot wereldleider, met van 3.5 miljoen pikols in 1880 tot bijna 7 miljoen in 1890 en ruim 12 miljoen rond 1900. Cuba bleef evenwel een belangrijke producent tot zelfs na de Tweede Wereldoorlog. Omstreeks 2020 was Brazilië de belangrijkste rietsuikerproducent van de wereld, gevolgd door India, China en Thailand.